# Judíos estadounidenses
La comunidad judía estadounidense generalmente es considerada como la comunidad judía más grande del mundo, después de la de Israel. Es difícil reunir las estadísticas sobre el número de judíos en cualquier país, como es difícil definir exactamente quién es judío.
En 2020, la población judía estadounidense principal se estima en 7,6 millones de personas, lo que representa el 2,4% de la población total de Estados Unidos.  Esto incluye 4,9 millones de adultos que identifican su religión como judía, 1,2 millones de adultos judíos que no se identifican con ninguna religión y 1,6 millones de niños judíos.  Se estima que hasta 15.000.000 de estadounidenses forman parte de la población judía estadounidense "ampliada", lo que representa el 4,5% de la población total de EE. UU., y está formada por aquellos que tienen al menos un abuelo judío y serían elegibles para la ciudadanía israelí según la Ley del retorno.
Eso significa que son aproximadamente el 2% de la población estadounidense, y que hay más judíos en los Estados Unidos que en el Estado de Israel, o en cualquier otro país del mundo.

## Distribución
Los judíos no se distribuyen uniformemente por todo el país, sino que tienden a concentrarse en regiones separadas, especialmente en el noreste, Florida y California, y especialmente en las grandes ciudades. Nueva York es la ciudad con más habitantes judíos de los Estados Unidos, ya que contiene alrededor de dos millones de judíos. Esto la convierte en el lugar con la segunda concentración más grande de judíos del mundo, después de Tel Aviv, otras ciudades con muchos judíos son Miami y Los Ángeles.

## Diversidad
Dentro de la comunidad judía estadounidense hay tanto laicos como religiosos, y están representadas todas las diferentes ramas de la religión judía. En los Estados Unidos las corrientes reformista y conservadora del judaísmo son más populares que la corriente ortodoxa, a diferencia de otros países. La mayoría de los judíos estadounidenses son asquenazíes, pero también hay muchos sefardíes y mizrajim.

## Historia
Los primeros judíos llegaron a los Estados Unidos en 1654, pero la primera gran ola de inmigración judía fue a mediados del siglo XIX y llegó desde Alemania. Entre 1880 y 1924, cerca de dos millones de judíos emigraron a los Estados Unidos, provenientes principalmente de Rusia y Europa del Este, y escaparon de la persecución y la pobreza. A menudo se convirtieron en trabajadores en fábricas y talleres. En 1924, el gobierno federal de los Estados Unidos introdujo una ley que dificultaba la inmigración desde Europa del Este. Durante las décadas de 1930 y 1940, muchos judíos escaparon a los Estados Unidos para huir de los nazis. Sin embargo, a algunos se les negó la entrada debido a las leyes contra la inmigración. Después de la Segunda Guerra Mundial, hubo una inmigración judía constante, y después del final de la guerra fría, hubo mucha inmigración judía procedente de la antigua Unión Soviética.

## Contribuciones
Los judíos han hecho una gran contribución a la vida cultural, política, económica y social de los Estados Unidos. Actualmente hay una gran cantidad de judíos influyentes entre ellos Henry Kissinger, Noam Chomsky, Woody Allen, Steven Spielberg, Bob Dylan o Kenny G, entre muchos otros. Entre otras cosas, el 37 % de los premios Nobel estadounidenses eran judíos.[cita requerida]

## Política
La mayoría de los judíos estadounidenses tienden a votar por el Partido Demócrata. Existe una fuerte tradición de actividad política de izquierda entre los judíos, a principios del siglo XX, los inmigrantes judíos de Europa del Este a menudo traían ideas socialistas y comunistas a los Estados Unidos.

## Antisemitismo
En los Estados Unidos en general siempre ha habido menos persecuciones antijudías que en Europa, y el país ha estado relativamente libre de antisemitismo, al menos en comparación con otros lugares. Sin embargo, en el pasado, a menudo ha habido formas de discriminación contra los judíos. Por ejemplo, en algunos estados de los Estados Unidos, a los judíos no se les permitió votar hasta finales del siglo XIX, y muchos clubes privados o universidades discriminaron a los judíos hasta mediados del siglo XX. El gran éxito que han logrado muchos judíos en los Estados Unidos, y el hecho de que la mayoría de ellos se hayan convertido en parte de una próspera clase media, ha creado envidia  contra ellos, especialmente entre otras minorías étnicas.